# بيتر كلاين
بيتر كلاين (بالإنجليزية: Peter Klein)‏ هو منتج مسرحي ‏ أمريكي، ولد في 22 يوليو 1945 في ترانسيلفانيا في رومانيا.